# ويبرفيل (تكساس)
ويبرفيل (بالإنجليزية: Webberville, Texas)‏ هي قرية (الولايات المتحدة الأمريكية) تقع في الولايات المتحدة في مقاطعة ترافيز (تكساس). يقدر عدد سكانها وترتفع عن سطح البحر 249 متر.

## أعلام
- جي. دبليو. بيرس